# Liste der Kommunikationsminister Namibias
Dies ist eine Liste der Informations- und Kommunikationstechnologieminister Namibias (englisch Minister of Information and Communication Technology).

## Minister
| Nr. | Foto                                                                         | Name                                                                         | Lebensdaten                                                                  | Partei                                                                       | Kabinett                                                                     | Amtszeit (Beginn)                                                            | Amtszeit (Ende)                                                              |
| Minister für Information und Rundfunk Minister of Information & Broadcasting                                | Minister für Information und Rundfunk Minister of Information & Broadcasting | Minister für Information und Rundfunk Minister of Information & Broadcasting | Minister für Information und Rundfunk Minister of Information & Broadcasting | Minister für Information und Rundfunk Minister of Information & Broadcasting | Minister für Information und Rundfunk Minister of Information & Broadcasting | Minister für Information und Rundfunk Minister of Information & Broadcasting | Minister für Information und Rundfunk Minister of Information & Broadcasting |
| --- | ---------------------------------------------------------------------------- | ---------------------------------------------------------------------------- | ---------------------------------------------------------------------------- | ---------------------------------------------------------------------------- | ---------------------------------------------------------------------------- | ---------------------------------------------------------------------------- | ---------------------------------------------------------------------------- |
| 01 |                                                                              | Hidipo Hamutenya                                                             | 1939–2016                                                                    | SWAPO                                                                        | Nujoma I                                                                     | 1990                                                                         | 1993                                                                         |
| 02 |                                                                              | Ben Amathila                                                                 | 1938–                                                                        | SWAPO                                                                        | Nujoma I                                                                     | 1993                                                                         | 1995                                                                         |
| 02 | Nujoma II                                                                    | Ben Amathila                                                                 | 1938–                                                                        | SWAPO                                                                        | 1995                                                                         | 2000                                                                         |                                                                              |
| Minister für Äußeres, Information und Rundfunk Minister of Foreign Affairs, Information and Broadcasting    |                                                                              |                                                                              |                                                                              |                                                                              |                                                                              |                                                                              |                                                                              |
| 03 |                                                                              | Theo-Ben Gurirab                                                             | 1938–2018                                                                    | SWAPO                                                                        | Nujoma III                                                                   | 2000                                                                         | 2003                                                                         |
| Minister für Information und Kommunikationstechnologie Minister of Information and Communication Technology |                                                                              |                                                                              |                                                                              |                                                                              |                                                                              |                                                                              |                                                                              |
| 04 |                                                                              | Nangolo Mbumba                                                               | 1941–                                                                        | SWAPO                                                                        | Nujoma III                                                                   | 2003                                                                         | 2005                                                                         |
| 05 |                                                                              | Netumbo Nandi-Ndaitwah                                                       | 1952–                                                                        | SWAPO                                                                        | Pohamba I                                                                    | 2005                                                                         | 2008                                                                         |
| 06 |                                                                              | Joel Kaapanda                                                                | 1945–                                                                        | SWAPO                                                                        | Pohamba I                                                                    | 2008                                                                         | 2010                                                                         |
| 06 | Pohamba II                                                                   | Joel Kaapanda                                                                | 1945–                                                                        | SWAPO                                                                        | 2010                                                                         | 2015                                                                         |                                                                              |
| 07 |                                                                              | Tjekero Tweya                                                                | 1960–                                                                        | SWAPO                                                                        | Geingob I                                                                    | 2015                                                                         | 2018                                                                         |
| 08 |                                                                              | Stanley Simataa                                                              | 1960–                                                                        | SWAPO                                                                        | Geingob I                                                                    | 2018                                                                         | 2020                                                                         |
| 09 |                                                                              | Peya Mushelenga                                                              | 1975–                                                                        | SWAPO                                                                        | Geingob II                                                                   | 2020                                                                         | 2024                                                                         |
| 10 |                                                                              | Emma Theofelus                                                               | 1996–                                                                        | SWAPO                                                                        | Mbumba Nandi-Ndaitwah                                                        | 2024                                                                         |                                                                              |